# Bistum Shimoga
Das Bistum Shimoga (lat.: Dioecesis Shimogaensis) ist eine in Indien gelegene römisch-katholische Diözese mit Sitz in Shimoga (Shivamogga).

## Geschichte
Das Bistum Shimoga wurde am 14. November 1988 durch Papst Johannes Paul II. mit der Apostolischen Konstitution Id spectantes aus Gebietsabtretungen des Erzbistums Bangalore und des Bistums Chikmagalur errichtet. Es wurde dem Erzbistum Bangalore als Suffraganbistum unterstellt.

## Territorium
Das Bistum Shimoga umfasst die Distrikte Shivamogga (Shimoga), Chitradurga und Davanagere im Bundesstaat Karnataka.

## Bischöfe von Shimoga
- Ignatius Paul Pinto, 1988–1998, dann Erzbischof von Bangalore
- Gerald Isaac Lobo, 1999–2012, dann Bischof von Udupi
- Francis Serrao SJ, 2014–2025, dann Bischof von Mysore
- Sedisvakanz, seit 2025